# Aglaia chittagonga
Aglaia chittagonga là một loài thực vật]] thuộc họ Meliaceae. Loài này có ở Bangladesh, Đài Loan, và Thái Lan.